# Ng On-yee
Ng On-yee (n. 17 noiembrie 1990, Hong Kong, Imperiul Britanic) este o jucătoare de snooker care a câștigat Campionatul Mondial de Snooker Feminin în 2015, 2017 și 2018. A mai disputat alte două finale, în 2014 și 2016, când a pierdut de fiecare dată la rivala Reanne Evans.   
On-yee a oprit în 2015 supremația lui Evans la campionatul mondial de snooker feminin, turneu pe care de altfel l-a și câștigat în acel an. În 2015, 2017 și 2018 a învins-o de fiecare dată în semifinale pe rivala campioană de 11 ori consecutiv (și cea mai titrată jucătoare din istorie), câștigând la final și competiția. 
În octombrie 2018, a realizat cel mai mare break din cariera sa (139 de puncte) la o competiție din Australia. 
A jucat de mai multe ori în calificările Campionatului Mondial de la Teatrul Crucible din Sheffield. În 2019 a pierdut 6-10 la Alan McManus, după ce în 2018, 2017 și 2016 pierduse tot în primul tur, dar de fiecare dată cu 1-10. 
Este recunoscută ca fiind o jucătoare lentă. Ng este fiica unui patron de club de snooker din Hong Kong. 